# Jerzy Kamil Weintraub

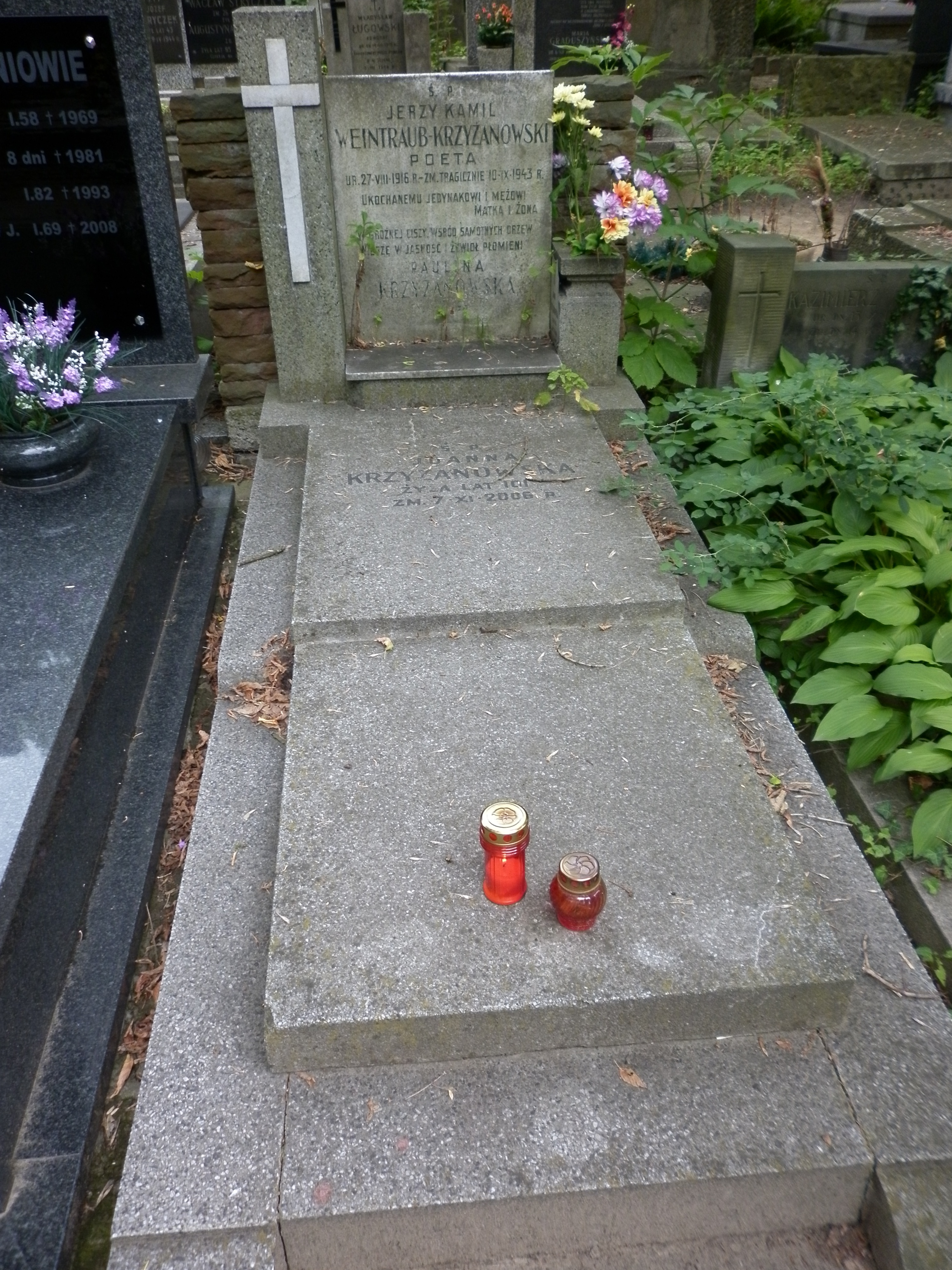
Grób Jerzego Kamila Weintrauba, Stare Powązki kw. 148 (VI)

Jerzy Kamil Weintraub-Krzyżanowski (ur. 27 sierpnia 1916 w Piotrogrodzie, zm. 10 września 1943 w Warszawie) – polski poeta, publicysta i tłumacz.
Współtwórca grupy literackiej „Chaos”, wraz z nią wydawał pismo. Debiutował w „Okolicy Poetów” w 1935. Współpracował z pismami: „Kamena”, „Nasz Wyraz”, „Sygnały”. Był jednym z założycieli konspiracyjnej biblioteki „Wydawnictwo Sublokatorów Przyszłości”, która istniała w latach 1940–1943. Członek grupy redaktorów pisma „Droga”. Chorował na gruźlicę.
Był przyjacielem poety Krzysztofa Kamila Baczyńskiego, który dedykował mu wiersz pt. Jesienny spacer poetów.

## Życiorys
Okres wczesnego dzieciństwa (1918–1924) spędził z rodzicami w Kopenhadze. W roku 1924 Weintraubowie zamieszkali w Warszawie, a rok później przyszły poeta został uczniem znanego warszawskiego Gimnazjum im. Mikołaja Reja. W roku 1934 Weintraub wstąpił na Wydział Humanistyczny Uniwersytetu Warszawskiego i studiował psychologię. Po roku jednak zachorował, w wyniku powikłań po przebytej grypie zachorował na płuca i musiał przerwać naukę. W pierwszym okresie choroby rodzice wysłali go na leczenie do Szwajcarii, później, aż do roku 1939, poeta leczył się w sanatoriach w Otwocku, Śródborowie i Zakopanem. Na ten okres przypada jego właściwy debiut literacki: druk wierszy w latach 1935–1937 w redagowanej przez Stanisława Czernika „Okolicy Poetów”; wówczas też współpracuje z krakowskim czasopismem „Nasz Wyraz”, z chełmską „Kameną” Kazimierza Andrzeja Jaworskiego i z lwowskimi „Sygnałami”. Drukuje także w „Czarno na Białem” i „Nowej Kwadrydze”. Pojedyncze jego wiersze zamieszcza „Skamander”, liczne utwory satyryczne publikują „Szpilki”. Debiutancki zbiorek wierszy „Próba powrotu” ogłosił poeta w roku 1937 jako 10 tomik Biblioteki Kameny. W roku 1939, na krótko przed wybuchem wojny, opublikował Weintraub swój drugi tomik „Wrogi czas”. W założonym przez Jerzego Kamila Weintrauba konspiracyjnym Wydawnictwie „Sublokatorów Przyszłości” ukazują się jego tomiki: „Maski krajobrazu” (zeszyt pierwszy), „Płomień Pachnący” (zeszyt szósty), „Pieśń i chmury” (zeszyt dziesiąty), „Nurt listopadowy” (zeszyt czternasty), przekłady Sonetów do Orfeusza Rilkego (zeszyt czwarty i dwunasty) i przekłady wierszy Borysa Pasternaka (zeszyt ósmy). Jednym z „Sublokatorów Przyszłości” był Krzysztof Kamil Baczyński, z którym Weintraub się przyjaźnił (wspólne pisanie wierszy, długie rozmowy na tematy literackie, eksperymenty prozatorskie). Ukrywanie się, próby zacierania śladów, by ujść groźbom szpicla-szantażysty, zmuszają Weintrauba (Polaka pochodzenia żydowskiego) do coraz dalej idącego ograniczania kontaktów z przyjaciółmi, pogłębiają poczucie osamotnienia poety. Otwock, Stare Miasto, Kierszek koło Klarysewa, Saska Kępa, Mokotów i znów Stare Miasto – to kolejne etapy tej drogi przez mękę. W tej sytuacji śmierć poety tylko pozornie mogła sprawiać wrażenie tragicznego przypadku: umarł on bowiem 10 września 1943 roku na zakażenie krwi spowodowane zacięciem się przy goleniu. Został pochowany na cmentarzu Powązkowskim w Warszawie (kwatera 148-6-9).

### Poezje
- 1937 – Próba powrotu[2]
- 1939 – Wrogi czas[3]
- 1941/1942 – Maski krajobrazu
- 1941/42 – Płomień pachnący
- 1941/42 – Pieśni i chmury